# Pałeczka okrężnicy

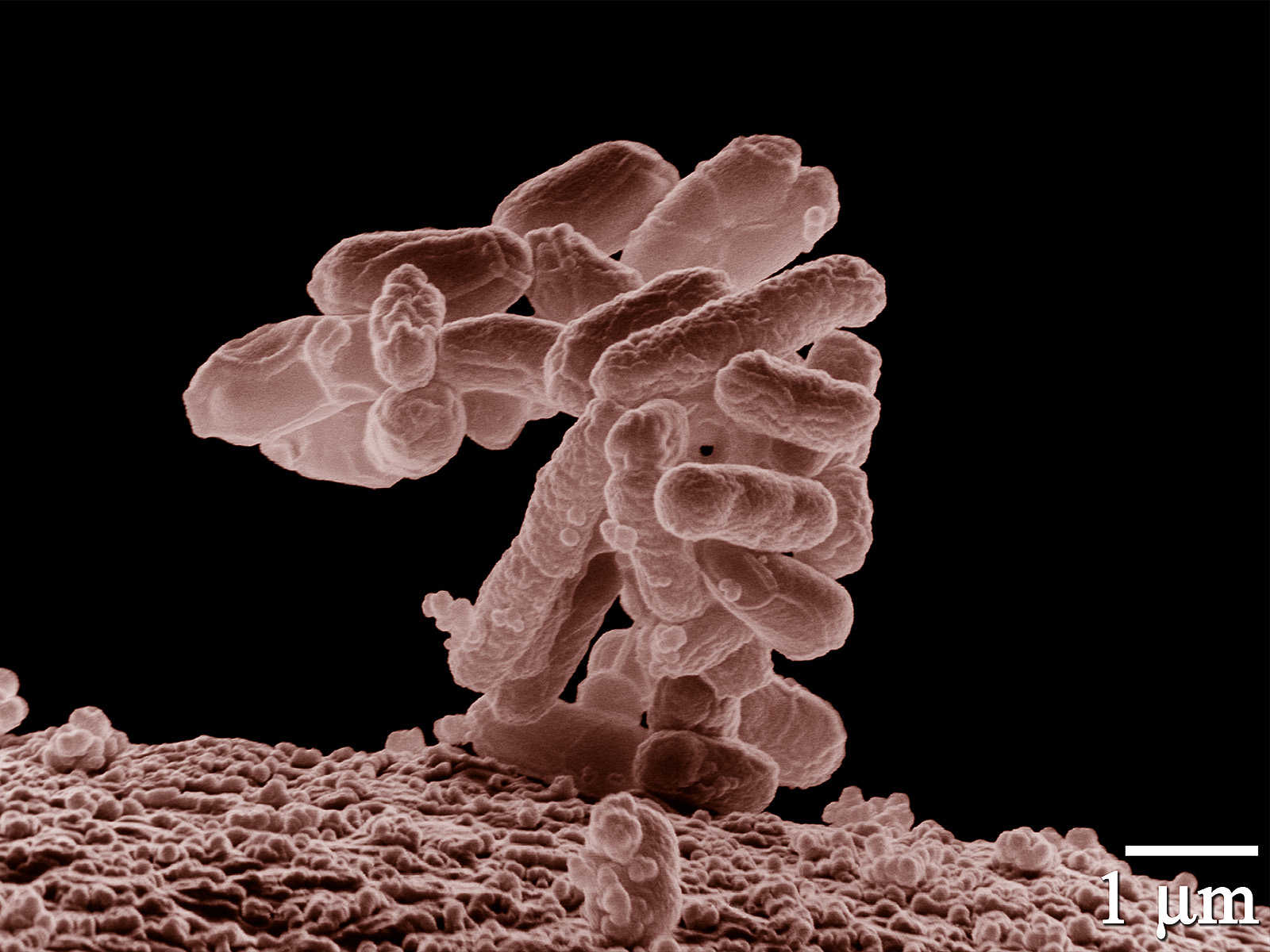
Skupisko Escherichia coli powiększone 10 000x

Pałeczka okrężnicy (łac. Escherichia coli) – Gram-ujemna względnie beztlenowa bakteria należąca do rodziny Enterobacteriaceae. Wchodzi w skład fizjologicznej mikrobioty jelitowej jelita grubego człowieka oraz innych zwierząt stałocieplnych. W jelicie ta symbiotyczna bakteria spełnia pożyteczną rolę, uczestnicząc w rozkładzie pokarmu, a także przyczyniając się do produkcji witamin z grupy B i K. Pałeczka okrężnicy w określonych warunkach wykazuje chorobotwórczość dla człowieka, wywołując głównie schorzenia: układu pokarmowego i moczowego.

Nazwa bakterii pochodzi od nazwiska jej odkrywcy, austriackiego pediatry i bakteriologa Theodora Eschericha.

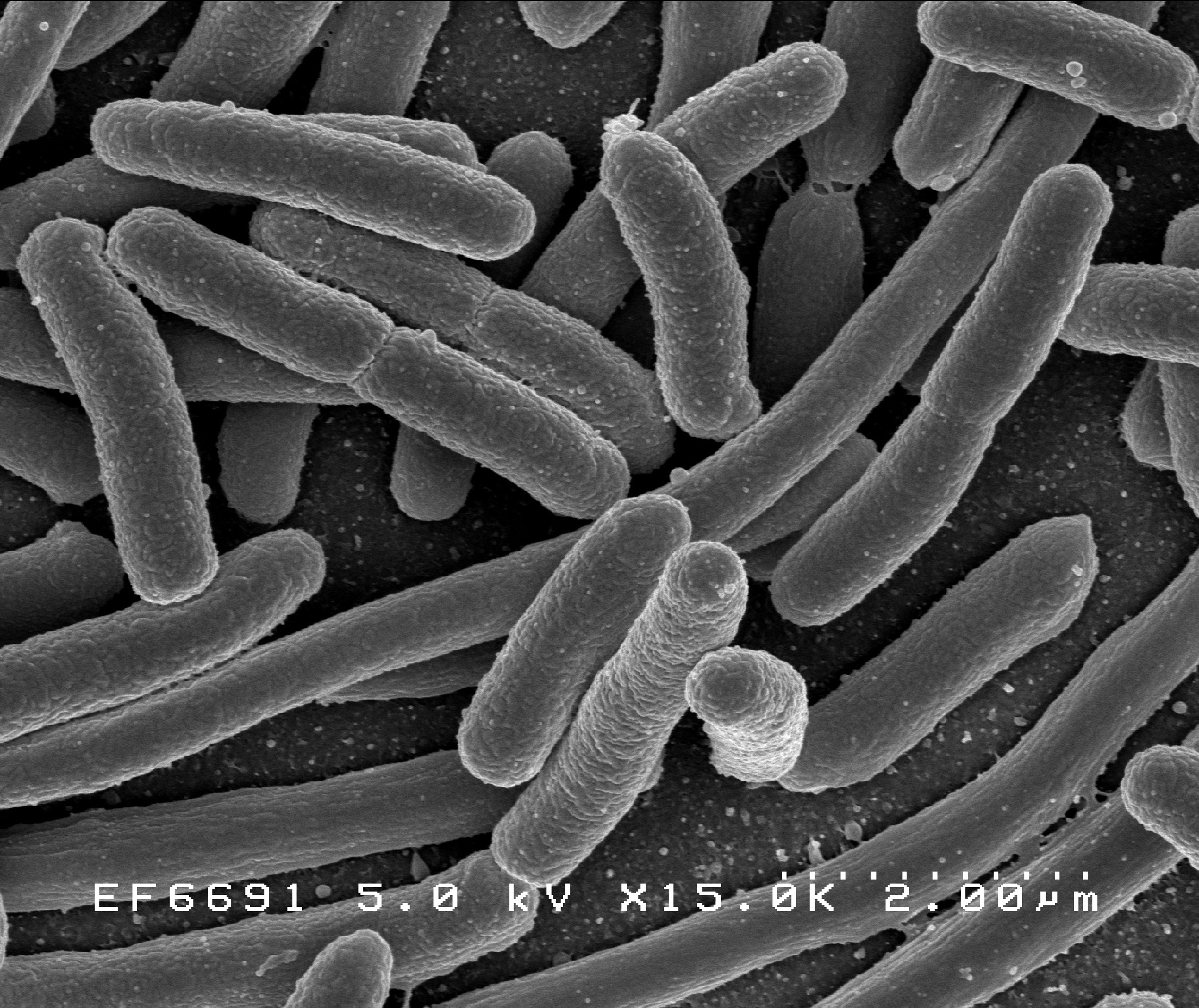
Escherichia coli – Pałeczka okrężnicy

## Występowanie
Escherichia coli spotyka się w jelicie zwierząt, w tym człowieka, jak również powszechnie w glebie i wodzie, gdzie trafiają z wydzielinami i kałem. Obecność Escherichia coli w wodach powierzchniowych (tzw. miano coli) jest często stosowanym wskaźnikiem ich zanieczyszczenia. Bakterie Escherichia coli mogą kolonizować skórę i błony śluzowe jamy ustnej oraz układu oddechowego.
W wodzie zwykle przeżywa krótko, m.in. ze względu na brak właściwego pożywienia i działanie promieniowania ultrafioletowego. W warunkach eksperymentalnych imitujących warunki spotykane w wodach powierzchniowych regionu Wielkich Jezior populacje Escherichia coli o małym zagęszczeniu zanikają w znaczącym stopniu po 6 godzinach, a o dużym zagęszczeniu – po dwóch dniach. W obecności mat tworzonych przez glony nitkowate (gałęzatkę), które wydzielają substancje organiczne, którymi może się pożywiać Escherichia coli, a ponadto zatrzymują część promieniowania, populacja Escherichia coli może przetrwać kilkakrotnie dłużej (od kilkunastu godzin do kilkunastu dni). Poszczególne osobniki mogą przetrwać dłużej. W temperaturze 18 °C około miesiąca, a w temperaturze 0 °C, jak również 37 °C, dwa miesiące lub dłużej. W glebie znajdowano osobniki po kilku latach bez dopływu odchodów zwierzęcych.

## Charakterystyka
Escherichia coli jest Gram-ujemną, względnie beztlenową pałeczką o długości około 2 μm i średnicy ok. 0,8 μm. Wewnątrz komórki tej bakterii znajduje się 1-4 identycznych łańcuchów DNA (w zależności od jej aktywności podziałowej) oraz od 15 tys. do 30 tys. rybosomów. Inne organelle komórkowe pałeczki okrężnicy to m.in.: wakuole, ziarnistości i drobiny substancji tłuszczowych. Bakteria ta posiada wici, fimbrie, pilusy oraz fimbrie płciowe (pod warunkiem posiadania plazmidów płciowych – F+). Ważne klinicznie geny oporności zlokalizowane są na plazmidach w tym często na plazmidach F+, co sprzyja ich poziomemu transferowi. Podział komórek w sprzyjających warunkach trwa około 20 minut.
Wytrzymałość Escherichia coli na czynniki środowiskowe jest stosunkowo mała. Ginie ona po 20 minutach ogrzewania w temperaturze 60 °C, wrażliwa jest na wszystkie znane środki dezynfekcyjne. Jednakże w środowisku o temp. niższej i odpowiedniej wilgotności utrzymuje się miesiącami. W kale o temp. 0 °C może zachować żywotność ponad rok.

## Pałeczka okrężnicy jako organizm modelowy
Escherichia coli należy do organizmów modelowych wśród bakterii. Jej budowa, genetyka i metabolizm są dobrze poznane i wykorzystywane w badaniach genetycznych. Znalazła szczególne wykorzystanie w modyfikacjach genetycznych w biotechnologii, wykorzystywana w celach przemysłowych (np. w produkcji ludzkiego hormonu – insuliny).
Wykorzystywana jest ze względu na tanią hodowlę przy jednoczesnym otrzymywaniu dużej liczby bakterii na niewielkiej powierzchni. W ciągu 20 minut uzyskuje się następne pokolenie, a powstające mutacje są łatwe do identyfikacji i badań. Kolisty chromosom został kilkudziesięciokrotnie zsekwencjonowany. Najczęściej badanym szczepem jest K-12 posiadający 4 639 221 par zasad kodujący 4377 genów. Proteom określono w 2014 na 4303 białek. Pangenom od ~25 Mlat uzbierał > 16k genow gdzie ponad połowa sekwencji pochodziła z HTG.
Dzięki Escherichia coli zrozumiano takie procesy jak:
- mechanizmy replikacji DNA
- regulacja transkrypcji
- mechanizmy procesu translacji
- budowa genu prokariotycznego
- zasada zapisu genetycznego

## Podział ze względu na typy serologiczne

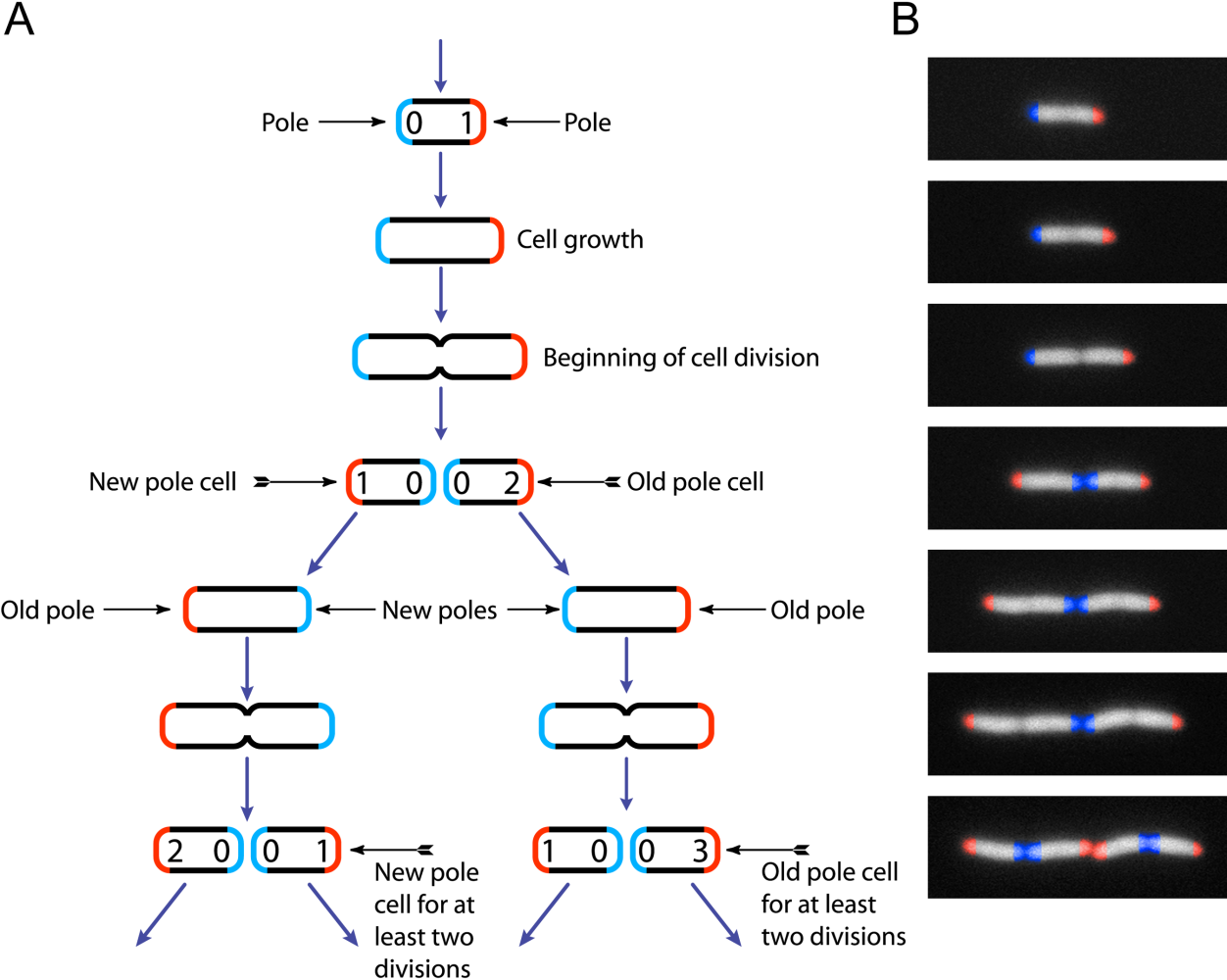
Cykl życiowy pałeczki okrężnicy

Gatunek Escherichia coli dzieli się na serotypy na podstawie zróżnicowania budowy antygenów.
Szczepy bakterii różnicuje się na podstawie cech antygenowych:
- antygen somatyczny O²,
- antygen powierzchniowy K,
- antygen rzęskowy H.

Wyróżnia się 171 antygenów O, około 80 antygenów K i ponad 50 antygenów H, dzięki którym wyszczególniono ponad 180 typów serologicznych tego drobnoustroju.

## Podział na podstawie oddziaływania na organizm człowieka
Pod względem oddziaływania na organizm człowieka oraz przebiegu infekcji rozróżnia się 6 szczepów Escherichia coli:
- szczep enterotoksynogenny (ETEC)
- szczep enteropatogenny (EPEC)
- szczep enteroinwazyjny (EIEC)
- szczep enteroagregacyjny (EAEC/EAggEC) (dawniej: enteroadherentny-enteroagregacyjny szczep Escherichia coli[8])
- szczep enterokrwotoczny, szczep werotoksyczny (verocytotoxin-producing) (EHEC, VTEC)
- szczep adherencyjny (DAEC)

## Czynniki zjadliwości
Czynniki zjadliwości Escherichia coli dotyczą głównie ich zdolności do przylegania i adhezji do nabłonka przewodu pokarmowego oraz wytwarzania toksyn przez niektóre szczepy. Adhezji sprzyjają fimbrie, z czego najgroźniejsze są typy I oraz P (powinowactwo do dróg moczowych) i typu S (powinowactwo do naczyń mózgowych) Innym czynnikiem zjadliwości jest otoczka o właściwościach antyfagocytarnych, zwana antygenem K, adhezyny CEA, endotoksyna (LPS) oraz α-hemolizyny. Niektóre szczepy wytwarzają egzotoksyny oraz toksynę typu Shiga. Szczepy hemolityczne bakterii są bardziej chorobotwórcze niż szczepy niehemolityczne. Hemolizyna ma bowiem właściwości toksyny o działaniu nie tylko hemolitycznym, ale także dermonekrotycznym i koagulującym plazmę.

## Zakażenia
Młode organizmy zwierzęce są szczególnie narażone na zachorowania – przyjmuje się, że około połowa padnięć zwierząt młodych jest spowodowana kolibakteriozami. Wynika to z mniejszej odporności młodzieży. Chorobotwórczość Escherichia coli zależy od jej inwazyjności i możliwości wytwarzania toksyn. Inwazyjne szczepy tej bakterii mają zdolność wnikania do tkanek i wywoływania odczynów zapalnych, dlatego są przyczyną zapaleń przewodu pokarmowego i posocznic. Szczepy toksynotwórcze produkują w jelitach duże ilości toksyn, prowadząc do enterotoksemii. W organizmie zwierząt chorych mogą znajdować się także różne serotypy zarazka. Enterotoksyna działając na śluzówkę jelit w połączeniu z endotoksyną powoduje zapalenie jelit i objawy zatrucia. Neurotoksyna wchłonięta do organizmu z przewodu pokarmowego prowadzi do wystąpienia charakterystycznych objawów ze strony układu nerwowego oraz przyczynia się do powstania chorób, np. choroby obrzękowej u świń.

### Zakażenia u człowieka

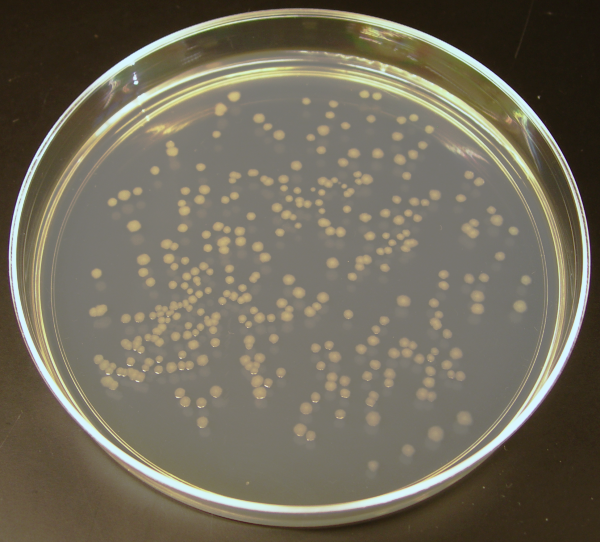
Kolonie Escherichia coli – hodowla na szalce Petriego

Bakterie Escherichia coli, które są nieszkodliwe w jelicie, mogą powodować schorzenia innych układów:
1. Gdy dostaną się do układu moczowego, powodują jego zakażenia. Są najczęstszą przyczyną zakażeń (60–80%) dróg moczowych. Czynnikiem sprzyjającym jest cewnikowanie – około 80% cewnikowanych mężczyzn i 30% kobiet ma bakteriurię.
2. Są drugim czynnikiem etiologicznym, po Streptococcus agalactiae, zapalenia opon mózgowych u noworodków.
3. Niektóre szczepy Escherichia coli produkujące egzotoksynę czasem powodują zatrucia pokarmowe najczęściej spowodowane spożyciem zakażonego pokarmu. Przebieg schorzenia ma różne nasilenie, czasem może być bardzo groźne, ale w większości objawy nie są ciężkie. Szczególnie ciężkie objawy powoduje szczep Escherichia coli O157:H7, który może doprowadzić do zespołu hemolityczo-mocznicowego.
4. Ropnie narządowe – poprzez uszkodzenie ściany przewodu pokarmowego do jamy brzusznej (spowodowane np. nadżerkami, radioterapią lub chemioterapią). Rozwój bakterii Escherichia coli powoduje ciężkie schorzenie zapalenie otrzewnej (łac. peritonitis). Często powikłaniem zapalenia otrzewnej może być sepsa i wstrząs endotoksyczny (wstrząs septyczny).
5. Zakażenia pooperacyjne.
6. Szpitalne zapalenia płuc.
7. Sepsa – Escherichia coli jest najczęstszą pałeczką Gram ujemną powodującą sepsę.

## Leczenie i profilaktyka
Wobec bakterii Escherichia coli aktywność zachowują:
- penicyliny szerokowachlarzowe oraz penicyliny z inhibitorem,
- cefalosporyny wszystkich generacji,
- aminoglikozydy,
- fluorochinolony,
- tetracykliny.

Podczas operacji na jelicie grubym zaleca się podać profilaktycznie antybiotyk, np. metronidazol z cefazoliną. Antybiotyk zazwyczaj jest podawany 2 godziny przed operacją (doustny) lub 2 godziny po jej rozpoczęciu (dożylny).